# Russula pseudoraoultii
Espèce
Russula pseudoraoultii est une espèce de champignons basidiomycètes de la famille des russulacées. Cette Russule jaune claire moyennement piquante et à sporée très claire est proche de Russula raoultii. Elle s'en distingue principalement par son habitat : les tourbières du Massif central.

## Description
Russula pseudoraoultii est composée d'un chapeau convexe de 20 à 80 mm de diamètre, jaune citron se décolorant rapidement pour devenir jaune pâle à crème voire blanchâtre. Son centre, parfois déprimé, conserve souvent une couleur jaune plus marquée. La cuticule d'abord luisante et grasse au toucher devient mat et sèche en vieillissant, sa marge étant parfois un peu striée. Les lames, assez étroites, adnées ou sinuées, sont épaisses et fragiles, blanches grisonnant faiblement. Le pied court ou allongé mesure de 20 à 80 mm de haut pour 10 à 35 mm de diamètre. La chair de ce champignon est blanche, fragile et grisonne légèrement avec l'âge au niveau du pied. Sa saveur, venant rapidement en bouche, est moyennement piquante ; son odeur, légèrement fruitée,. 
Cette russule réagit  au gaïac en bleu vif sur le pied et les lames ; au sulfate de fer en jaune pâle à jaune orangé ; au métol en pourpre ainsi qu'au Dagron en violet. La phénolaniline et le formol ne provoquent pas de réactions.
La sporée de cette russule est très claire ; Ia selon le code de couleur des sporées de russules de Romagnesi. Ses spores ovoïdes mesurent de 8 à 9 μm de long pour 6 à 7,2 μm de large et présentent des verrues en chaîne ou en ébauche de réseaux. Le chapeau présente un revêtement de poils fins, cylindriques, fragiles et tortueux mesurant de 2 à 3,5 μm de long et de cystides courtes et clavées mesurant de 7 à 10 μm de large.

## Confusions possibles
- Russula raoultii est une espèce proche avec qui Russula pseudoraoultii a longtemps été confondue. Elle présente un chapeau à teintes jaune citron au centre, s'éclaircissant vers la marge jusqu'au blanc ; son pied et sa chair ne grisonnent pas ; ses spores sont un peu plus grande et réticulées et les poils de sa cuticule sont effilés au sommet. Cette espèce se plaît sous les feuillus sur sol calcaire et ne s'aventure jamais dans la sphaigne[2],[3]. Elle est présente en Europe de l'Ouest et centrale.
- Russula citrina est également une espèce proche à sporée pâle et au goût légèrement piquant. Elle se distingue par son chapeau et sa chair tachée de brun et son biotope sous feuillus. Cette espèce est considérée comme très rare[3].
- Russula ochroleuca est une russule courante poussant sous feuillus et conifères. Elle se différencie par la couleur de son chapeau jaune ocre franc, la base de son pied taché d'ocre, sa sporée plus foncée de type Ib et ses spores aux verrues épineuses[3].

## Biotope et distribution
Ectomycorhizienne, Russula pseudoraoultii est décrite en 1996 à partir d'exemplaires récoltés dans les tourbières des Haut de Chaumes de la montagne du Forez (AuRA). Toujours sous le Sapin pectiné, sur sol humide et acide, à proximité immédiate ou au sein même de la sphaigne. D'autres arbres tels que l'Épicéa, le Pin sylvetre, le  Bouleau pubescent et différents Saules se trouvent généralement à proximité des stations répertoriées. Elle a depuis été récoltée sur l'Est du Massif central, toujours dans les mêmes milieux et est considérée comme rare.
En 2018, cette espèce est répertoriée en Pologne sur les contreforts des Monts de la Jizera, à l'Ouest des Sudètes, dans une tourbière composée de Pins, Sapins et Bouleaux.